# Ilami Halimi
Ilami Halimi (mac.: Илами Халими; ur. 8 listopada 1975 we Wrapczisztem) – macedoński piłkarz występujący na pozycji pomocnika.

## Kariera klubowa
W 1998 roku Halimi został zawodnikiem słoweńskiego klubu NK Beltinci, grającego w pierwszej lidze. Spędził tam sezon 1998/1999, a potem przeniósł się do chorwackiego drugoligowca, NK Čakovec. Z kolei w 2000 roku przeszedł do pierwszoligowego Varteksu. W sezonie 2001/2002 dotarł z nim do finału Pucharu Chorwacji, w którym Varteks został pokonany przez Dinamo Zagrzeb. Graczem Varteksu Halimi był do końca sezonu 2002/2003.
W 2003 roku odszedł do macedońskiej Pobedy Prilep. W sezonie 2003/2004 zdobył z nią mistrzostwo Macedonii. W 2004 roku przeszedł do Shkëndiji Tetowo, a na początku 2005 roku został zawodnikiem bułgarskiego Łokomotiwu Płowdiw. Tam grał przez 3 lata, a w styczniu 2008 podpisał kontrakt z azedrkim Olimpikiem Baku. W sezonie 2007/2008 wywalczył z nim wicemistrzostwo Azerbejdżanu.
W połowie 2008 roku Halimi przeniósł się do greckiej Kastorii, grającej w drugiej lidze. Spędził tam sezon 2008/2009, a potem przez 2 sezony występował w słowackim klubie DAC Dunajská Streda. W 2011 roku zakończył tam karierę.

## Kariera reprezentacyjna
W reprezentacji Macedonii Halimi zadebiutował 20 listopada 2002 w przegranym 2:3 towarzyskim meczu z Izraelem. W latach 2002–2005 w drużynie narodowej rozegrał 4 spotkania.